# Дзёлякосъю
Дзёлякосъю — река в России, протекает по Республике Коми. Длина реки составляет 17 км.
Начинается в болотах, течёт в общем восточном направлении через берёзово-сосновый лес. Устье реки находится в 28 по правому берегу реки Косъю на высоте 99 метров над уровнем моря.
Основной приток — река Гырдъёль, впадает справа.

## Данные водного реестра
По данным государственного водного реестра России относится к Двинско-Печорскому бассейновому округу, водохозяйственный участок реки — Печора от водомерного поста у посёлка Шердино до впадения реки Уса, речной подбассейн реки — бассейны притоков Печоры до впадения Усы. Речной бассейн реки — Печора.
Код объекта в государственном водном реестре — 03050100212103000061302.